# Alois Melz
Alois Melz (* 23. Juli 1923 in Deutsch Breile, Provinz Schlesien; † 22. Januar 2012 in Berlin) war ein deutscher  Funktionär der DDR-Blockpartei DBD.

## Leben
Melz leistete Kriegsdienst, geriet in sowjetische Kriegsgefangenschaft und besuchte wie Hans Rietz die  Antifa-Zentralschule 2040 in Ogre bei Riga. Melz arbeitete später als Assistent an verschiedenen Antifa-Schulen. 1949 kehrte er nach Deutschland zurück und trat 1950 der Demokratischen Bauernpartei Deutschlands (DBD) bei. Melz war von 1951 bis 1977 Mitglied des DBD-Parteivorstandes und zwischen 1953 und 1963 Mitglied seines Präsidiums. 
Melz studierte Gesellschaftswissenschaften und war Diplomlehrer für Marxismus-Leninismus. Er wurde 1951 als Nachfolger von Rietz mit der Leitung der Zentralen DBD-Parteischule „Thomas Müntzer“ in Borkheide bei Potsdam beauftragt, deren Direktor er bis 1968 blieb. Anschließend wirkte er dort als stellvertretender Direktor. Ab 1979 leitete er die DBD-Bildungsstätte in Leipzig.
Am 22. Januar 2012 verstarb er im Alter von 88 Jahren in Berlin.